# 김성춘
김성춘(金聖春, 1903년 8월 1일 ~ 1977년)은 일제강점기부터 활동한 한국의 영화 조명기사이다.

## 생애
한성부 출신으로 어려운 가정 형편 속에서 인현공립보통학교와 혜화공립보통학교 부설 상급실습학교를 졸업했다. 한국 최초의 연쇄극 《의리적 구투》를 보고 영화 기술에 대한 열망을 품게 되었다.
1920년을 전후하여 영화 공부를 위해 일본에 유학한 뒤 처음에는 연기를 공부했다. 이후 영화 기술을 배우기로 결심하고 나고야시의 동아키네마에서 조명 기술을 전수받았다. 일본에서 경험을 쌓은 뒤 1930년대 초반 귀국하여 선진적인 조명기술을 한국 영화에 도입하여 한국 최초의 본격적인 조명기사로 평가된다.
데뷔작은 사실주의 성향이 강한 방한준의 《살수차》(1935)이다. 김성춘은 일본에서 최신 조명기를 들여와 이 영화의 조명을 담당함으로써 한국 최초로 빛과 조명이라는 개념이 영화 제작에 적용되었다. 김성춘은 이 작품을 각색하고 주연으로 출연하기도 했다. 이후 조선영화주식회사 조명부장과 기술부 책임자를 맡는 등 일제강점기 동안 많은 영화를 찍었다.
중일 전쟁과 태평양 전쟁 기간 동안 다수의 어용 영화에서 조명을 담당하여, 2008년 민족문제연구소가 발표한 친일인명사전 수록예정자 명단 연극/영화 부문에 포함되기도 했으나 보류되었다. 김성춘이 이 시기에 참여한 작품은 《나는 간다》(1942), 《조선해협》(1943), 《우러르라 창공》(1943), 《병정님》(1944), 《태양의 아이들》(1944), 《감격의 일기》(1945), 《우리들의 전쟁》(1945), 《사랑과 맹서》(1945) 등 군국 영화로 평가되는 전쟁 선전물이다.
일제가 패망한 후에도 미군정 하에서 제작된 《자유만세》(1946)를 시작으로 《파시》(1949), 《시집가는 날》(1956) 등 많은 작품에서 조명을 담당했다. 이범선의 원작을 영화화하여 한국 사실주의 영화를 대표하는 걸작으로 평가받은 유현목의 《오발탄》(1961)은 김성춘이 조명과 제작을 함께 맡은 작품이다.
《오발탄》 이후로 활동이 뜸해졌다. 마지막 작품은 1970년에 개봉된 윤정희 주연의 《천사의 눈물》이다. 조명 분야에서 제자도 다수 길러내 대한민국 영화 조명 기술 발전에 큰 영향을 끼쳤다.

## 참고자료
- 김성춘(金聖春) - 한국학중앙연구원
- 강옥희,이영미,이순진,이승희 (2006년 12월 15일). 《식민지시대 대중예술인 사전》. 서울: 소도. 37~39쪽쪽. ISBN 9788990626264.